# Hemipecteros semialba
Hemipecteros semialba är en fjärilsart som beskrevs av Druce 1911. Hemipecteros semialba ingår i släktet Hemipecteros och familjen tandspinnare. Inga underarter finns listade i Catalogue of Life.